# Das Mädchen aus der Südsee
Das Mädchen aus der Südsee ist ein deutscher Spielfilm aus dem Jahre 1950 von Hans Müller mit Angelika Hauff und Hardy Krüger in den Hauptrollen. 

## Handlung
Der Hamburger Student Richard Kirbach frönt einem ungewöhnlichen Hobby: Mit Arnold Pieper, einem alten, deutschen Kokosnusspflanzer in der Südsee, spielt der Funkamateur via Kurzwelle Schach. Die so unterschiedlichen Männer freunden sich auf diesem Wege so sehr an, dass Pieper den jungen Mann eines Tages um einen großen Gefallen bittet. Arnold hat eine kapriziöse und recht sprunghafte Tochter namens Lale, die in Europa seiner Meinung nach reichlich Unfug treibt. Um dem ein Ende zu setzen, bittet Pieper Richard kurzerhand, die ihm unbekannte Lale zu heiraten. Um ihm die aus der Ferne arrangierte Eheschließung schmackhaft zu machen, lobt der dicke, alte Mann auch noch ein „Preisgeld“ von 5000 Dollar aus, die der Bettelstudent in der Hansestadt allerdings gut gebrauchen könnte.
Eine nicht minder abenteuerlustige Studentin und Funkamateurin namens Jessie Altkamp bekommt von der Sache Wind und macht sich nun an Richard ran, in dem sie behauptet, eben jene Lale Pieper zu sein. Die Dinge verwirren sich noch mehr, als dann noch Richards Studentenkumpel Ralph Wandrey in dieser „Amour fou“ mitmischt, obwohl er bereits liiert ist. Pflanzer Pieper ahnt, dass dort, im fernen Europa, bei zwei angeblichen Lales offensichtlich einiges drunter und drüber geht, und so reist er kurzerhand nach Hamburg an. Hier bringt der alte, weißhaarige Mann schließlich Ordnung in die verworrenen Beziehungsgeschichten und sorgt dafür, dass seine Lale den Richtigen heiratet.

## Produktionsnotizen
Das Mädchen aus der Südsee entstand mit Atelier- wie auch Außenaufnahmen Mitte 1950 in Hamburg im und wurde im dortigen Bali-Kino am 29. September desselben Jahres uraufgeführt. Die Berliner Premiere war am 20. Oktober 1950.
Erich Holder übernahm auch die Produktionsleitung, Ernst H. Albrecht und Theo Zwierski schufen die Filmbauten.
Arnim Dahl, der hier einen winzigen Kurzauftritt als Verkehrspolizist hat, sorgte auch für die Stunts.

## Kritik
Im Lexikon des Internationalen Films urteilte knapp: „Routiniert gemachtes, aber inhaltsloses Lustspiel.“